# Універсальні десантні кораблі типу «Альбіон»

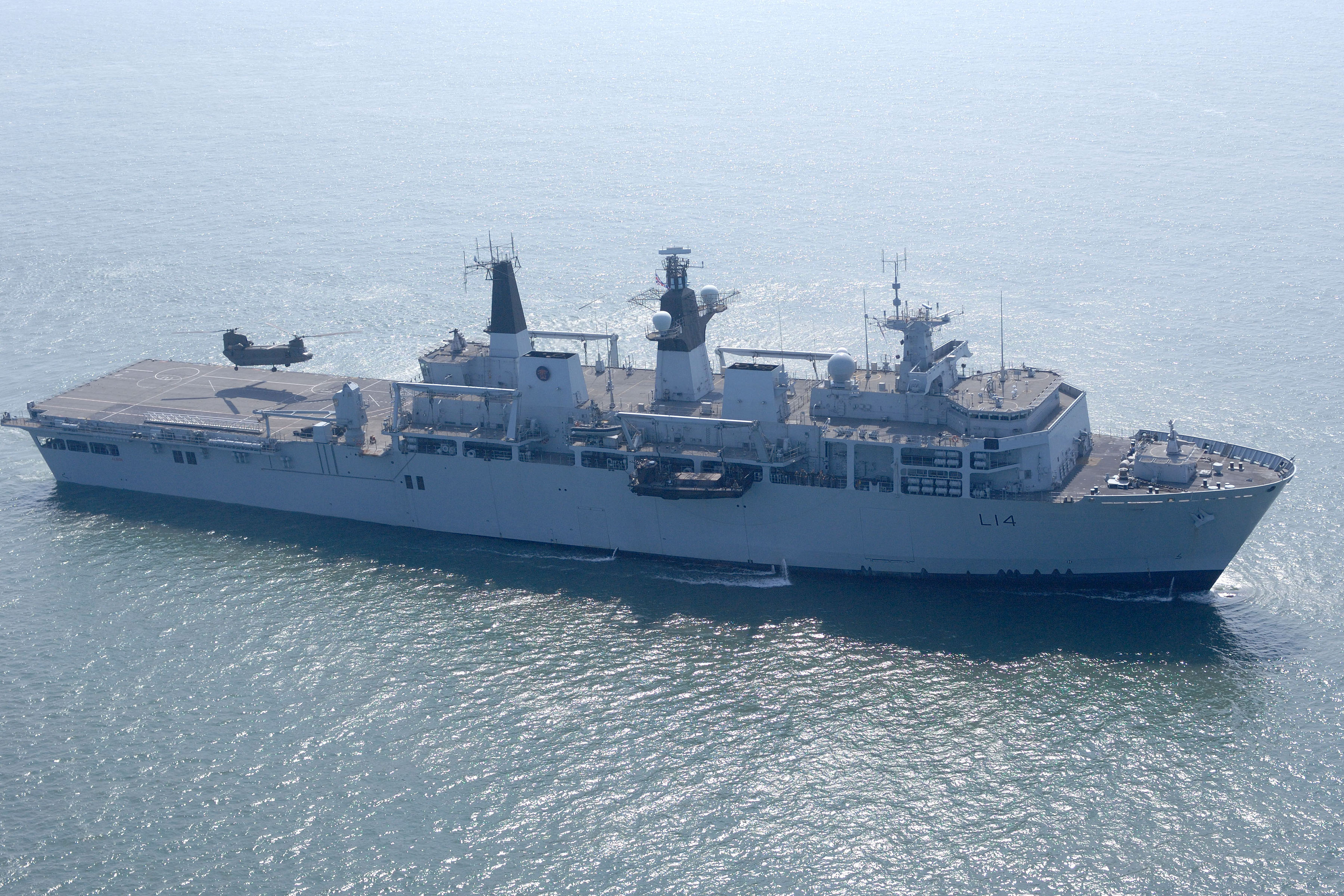
HMS Albion під час навчань, 2009 рік.

Кораблі типу «Альбіон» — універсальні десантні кораблі військово-морських сил Великої Британії. Побудовано два кораблі, HMS Albion та HMS Bulwark, замовлені 1996. Albion увійшов до складу флоту 2003, а Bulwark у 2004. Кораблі мають екіпаж 325 осіб та можуть перевозити до 405 військовослужбовців. 31 велика вантажівка та 37 менших машин та основних танків можуть бути розміщені на транспортній палубі. Для висадки десанту кораблі несуть по 8 десантно-висадкових засобів.

## Розвиток
Цінність двох універсальних десантних кораблів типу «Феарлесс» була унаочнена під час Фолклендської війни. Вони не лише перевозили війська та техніку до островів у південній Атлантиці. Командир десанту у Сан Карлосі здійснював керівництво операцією з борту HMS Fearless. Злітні палуби цих кораблів використовувались вертольтами та винищувачами вертикального злету Sea Harrier.
Оскільки кораблі типу «Феарлесс» побудували у 1960-тих, 18 липня 1996 міністерство оборони Великої Британії уклало контракт на 450 мільйонів фунтів стерлінгів для будівництва заміни цих кораблів з компанією Vickers Shipbuilding and Engineering Ltd, яка розміщувалася у Барроу-ін-Фернес.
Кораблі мали «діяти як плавучі платформи для командних пунктів амфібійних оперативних груп Королівського флоту та командирів десантних сил після погрузки», а також здійснювати «погрузку, перевезення, розміщення та евакуацію військ, які здійснюють десантні операції, з їх обладнанням та технікою». Кораблі типу «Альбіон» мали більші розміри та додаткові спроможності у порівнянні з попередниками типу «Феарлесс». Їх будівництво було частиною модернізаційної програми британського десантного флоту, що включав вертольотоносець HMS Ocean, десантні кораблі типу «Бей» Королівського допоміжного флоту, а також транспорти типу «Пойнт».

### Зниження рівня готовності
Щоб скоротити поточні витрати Королівського флоту, у Стратегічному огляді оборони та безпеки 2010 року було рекомендовано, щоб один з двох кораблів типу «Альбіон» був переведений у стан «подовженої готовності» (тобто фактично у резерв), а інший перебував би «у високій готовності» до операцій. Кораблі будуть чергуватися між собою протягом усього терміну служби.
Було підтверджено, що «Альбіон» буде першим з двох кораблів, які будуть розміщені у стані «подовженої готовності», що коштуватиме 2,5 мільйона фунтів, оскільки нещодавно «Бульварк» закінчив капітальний ремонт. Очікувані витрати під час «подовженої готовності» оцінювалися у 300 000 фунтів на рік, щоб тривалий час корабель був доступний для повторної активації. Натомість витрати на експлуатацію іншого корабля типу «Альбіон» з «високою готовністю» становили від 17,7 млн фунтів до 38,6 млн фунтів на рік з 2007 по 2011 рік. Станом на кінець 2018 року «Альбіон» знаходився на активній службі, тоді як «Бульварк» тримався в «подовженій готовності».